# Cephalotes multispinosus
Cephalotes multispinosus är en myrart som först beskrevs av Norton 1868.  Cephalotes multispinosus ingår i släktet Cephalotes och familjen myror. Inga underarter finns listade.